# Plebejus limbo-retrojuncta
Plebejus limbo-retrojuncta är en fjärilsart som beskrevs av Courvoisier 1912. Plebejus limbo-retrojuncta ingår i släktet Plebejus och familjen juvelvingar. Inga underarter finns listade i Catalogue of Life.